# Église Notre-Dame-des-Hongrois de Tisztviselőtelep
Pour les articles homonymes, voir Église Notre-Dame.
L'église Notre-Dame-des-Hongrois (hongrois : Magyarok Nagyasszonya-templom) est une église catholique romaine de Budapest située dans le quartier de Tisztviselőtelep. 